# 白马关站
白马关站是位于四川省德阳市白马关乡的一个铁路车站，邮政编码618007。车站建于1962年，有宝成铁路经过该站，现仅办货运业务，不办理客运业务。车站及其上下行区间均已电气化。车站距离宝鸡站593公里，隶属成都铁路局，是四等站。